# Lago Vida
El lago Vida se encuentra en el valle Victoria, el valle que se encuentra más al norte de todos los valles secos de McMurdo, en el continente antártico. El lago se encuentra aislado por una cubierta de hielo a lo largo de todo el año, y posee una salinidad considerablemente superior a la del agua de mar. Fue motivo de atención en las noticias cuando en el año 2002 ciertos microbios que se encontraban congelados en su cubierta de hielo desde hacía más de 2800 años fueron descongelados con éxito y reanimados.
El lago Vida es uno de los lagos más grandes de la región de los valles secos de McMurdo y es un lago de cuenca cerrada endorreica. La zona superior del agua del lago Vida se encuentra congelada todo el año por lo menos hasta una profundidad de 19 m formando un sello de hielo sobre aguas salobres que poseen un contenido de sal que es siete veces superior al que posee el agua de mar. Esta cubierta de hielo es el más grueso manto de hielo de la tierra que no forma parte de un glaciar. El alto contenido salino es la razón por la cual en la base del lago el agua permanece en estado líquido a lo largo del año a pesar de que la temperatura de la misma es de -10 °C. La cubierta de hielo ha sellado el agua del lago respecto al aire y agua exterior durante miles de años creando una cápsula temporal para ADN antiguo. Estas características hacen del lago Vida un ecosistema lacustre único en la Tierra.
El Refugio Lago Vida de los Estados Unidos (Lake Vida Cache) 77°23′00″S 161°55′00″E / -77.38333, 161.91667 se encuentra a 183 m del lago en la costa sudoeste. Es una cabaña con capacidad para 6 personas, con provisiones para 30 días y sin radio.